# 19. slovenska narodnoosvobodilna udarna brigada »Srečko Kosovel«
Za druge 19. brigade glejte 19. brigada.
19. slovenska narodnoosvobodilna udarna brigada »Srečko Kosovel« je bila brigada v sestavi Narodnoosvobodilne vojske in partizanskih odredov Jugoslavije in ki je delovala med drugo svetovno vojno na področju Kraljevine Jugoslavije.

## Organizacija
- štab
- 3x bataljon